# HD74879
HD74879 — хімічно пекулярна зоря спектрального класу A2, що має видиму зоряну величину в смузі V приблизно  6,1.
Вона  розташована на відстані близько 356,8 світлових років від Сонця.

## Фізичні характеристики
Зоря HD74879 обертається 
досить швидко 
навколо своєї осі. Проєкція її екваторіальної швидкості на промінь зору становить  Vsin(i)= 66км/сек.